# Gleitlaut
Gleitlaut ist ein linguistischer Terminus, der unterschiedliche Bedeutungen aufweist.

## Gleitlautals Lautübergang und Übergangslaut
1. Der Begriff Gleitlaut in der älteren Phonetik geht letztlich auf Sweet (1906) zurück. In der älteren Phonetik hatte man die Vorstellung, dass das Aussprechen eines Lautes in drei Phasen erfolgt: Die erste Phase ist der Anglitt („on-glide“), bei dem die Artikulationsorgane sich so bewegen, dass letztlich die richtige Stellung für den beabsichtigten Laut erreicht ist. In dieser Stellung verharren die Artikulationsorgane dann kurz (Stellungslaut). Dann geht es beim Aussprechen eines Wortes von dieser Ruhestellung weg (das ist der sog. Abglitt („off-glide“)) und zum nächsten Laut weiter; Anglitt und Abglitt sind die Gleitlaute, also die Übergänge zwischen den Stellungslauten. So findet man z. B. bei Jespersen (1926) im Register das Stichwort „Gleitlaute“ mit Verweis auf Kap. X, wo Anglitt und Abglitt als Übergangsformen zwischen den Sprachlauten behandelt werden. Pilch (1968: 81) verweist darauf, dass die Idee, es gebe eine kurze, stabile Stellung der Artikulationsorgane, von Menzerath & Lacerda (1933) als falsch erwiesen wurde: die Artikulationsorgane seien vielmehr in ständiger Bewegung.

Ebenfalls schon in der älteren Phonetik kommt auch die Idee auf, dass der zweite Bestandteil von Diphthongen (Jespersen 1926: 208: „der mitlautende Vokal“) als „glide“ (= Gleitlaut) verwendet wird. Für diese Fälle wurde der Begriff Halbvokal bzw. seltener, aber mit gleicher Bedeutung Halbkonsonant etabliert. Auch in Duden. Die Grammatik (2005: 43, 55) wird hierfür der Begriff Gleitlaut verwendet. Kohler (1977: 116) sieht bei diesen Lauten eine „Zwitterstellung zwischen phonetischer Substanz und phonologischer Funktion“ erfüllt.
1. Einen anderen Begriff von Gleitlaut findet man bei Jakobson, Fant & Halle (1972: 19), wo der Frikativ [h] und der sog. Knacklaut [ʔ] als „glides“ vorgestellt werden; beide Laute seien aufgrund ihrer phonetischen Eigenschaften weder als konsonantisch noch als vokalisch zu qualifizieren. Dies geht letztlich ebenfalls auf Sweet (1906) zurück, der beide Laute im Modernen Englisch als „on-glides“ (Anglitte) für Vokale ansah (Vachek 1968: 194).

1. Kloeke (1982: 63) erklärt, dass man mit „glide“ die Halbvokale und die Laryngale (Laryngale sind die von Jakobson, Fant & Halle benannten Laute) zusammenfasse.

Eine sehr differenzierte Auseinandersetzung mit den Auffassungen zu den Gleitlauten hat Vachek (1968) am Beispiel des Modernen Englischen, des Russischen und des Tschechischen geleistet, wobei er sich gegen eine zu starke Berücksichtigung akustischer Befunde wie bei Jakobson, Fant & Halle (1972) wehrt und fordert, mehr auf den phonologischen Status der betreffenden Laute in verschiedenen Sprachsystemen zu achten.

## Gleitlautals Lauteinschub
Auf einen ganz anderen Begriff von Gleitlaut macht Bußmann (2002) aufmerksam: hier wird er vor allem als „parasitär eingeschobener Laut, der nicht etymologisch begründet ist“, definiert; gemeint sind damit Lauteinschübe (Epenthesen) wie das [-t-] in Wörtern „eigen-t-lich“, „willen-t-lich“.